# Humorlexikon
A Humorlexikon a 20. századi magyar humor, szatíra, groteszk, abszurd, irónia, valamint komikum művészetével foglalkozó mű.
Hiánypótló munka, amely kedvező fogadtatásban részesült a szakmabeliek, a kritikusok és az olvasók részéről. Ma már csak antikváriumokban és könyvtárakban érhető el. A megjelenés óta, ebben a témakörben a lexikon elsődleges hivatkozás, forrás lett.

## Alkotók
- Írta és szerkesztette: Kaposy Miklós

Szerzőtársak:
- Alpár Ágnes
- Balázs-Arth Valéria
- Czímer József
- Szalay Károly
- Szalay Kristóf
- Zsudi József
- A könyv borítóját rajzolta, tervezte és a kötet grafikai tanácsadója: Kaján Tibor

## Fejezetek
- Írók, Festők, Grafikusok, Karikaturisták
- Animációs-, Báb- és rajzfilmesek, Szobrászok
- A humor játszóhelyei: Színházak, Kabarék, Orfeumok, Revük
- A humor műhelyei: Újságok, Szerkesztőségek, Műsorok
- A humor szótára

## Kiadása
A kötet a Tarsoly Kiadó gondozásában jelent meg 2001-ben, Budapesten. ISBN 963-86162-3-7
Az online kiadás címe: 

## További információ
- A könyv adatlapja a Molyon